# Kgatelopele
Kgatelopele (officieel Kgatelopele Local Municipality) is een gemeente in het Zuid-Afrikaanse district ZF Mgcawu.
Kgatelopele ligt in de provincie Noord-Kaap en telt 18.687 inwoners.

## Hoofdplaatsen
Kgatelopele is op zijn beurt nog eens verdeeld in 4 hoofdplaatsen (Afrikaans: nedersettings) en de hoofdstad van de gemeente is de hoofdplaats Daniëlskuil.
- Daniëlskuil
- Five Mission
- Lime Acres
- Tlhakalatlou

## Lokale verkiezingen 2016
De uitslag was een grote teleurstelling voor de ANC die sinds 1994 de gemeente beheerst had: ANC 3 zetels, DA 3 zetels en de zevende zetel was voor Norman Prince van de lokale partij Kgatelopele Community Forum KCF. De DA en de KCF besloten samen het heft in handen te nemen en Norman Prince te verkiezen tot burgemeester. Maar zo ver kwam het niet omdat Johan Baaitjies, een van de verkozen gemeenteraadsleden voor de DA, samen met zijn zakenpartner Nose in de val gelokt en vermoord werden. De politie arresteerde daarna Zonisele Magawu, die eerder kandidaat geweest was voor het ANC en klaagde hem aan voor moord. Het motief van de moord was politiek. Ook andere kandidaten, waaronder Prince meldden dat zij met de dood bedreigd waren. In september 2016 is nog niet duidelijk hoe het verder afloopt, behalve dat de stemmen nu staken in de gemeenteraad en er in november een tussentijdse verkiezing gehouden zal worden om wijlen mr. Baaitjies' plaats op te vullen.